# Ясуда, Кан

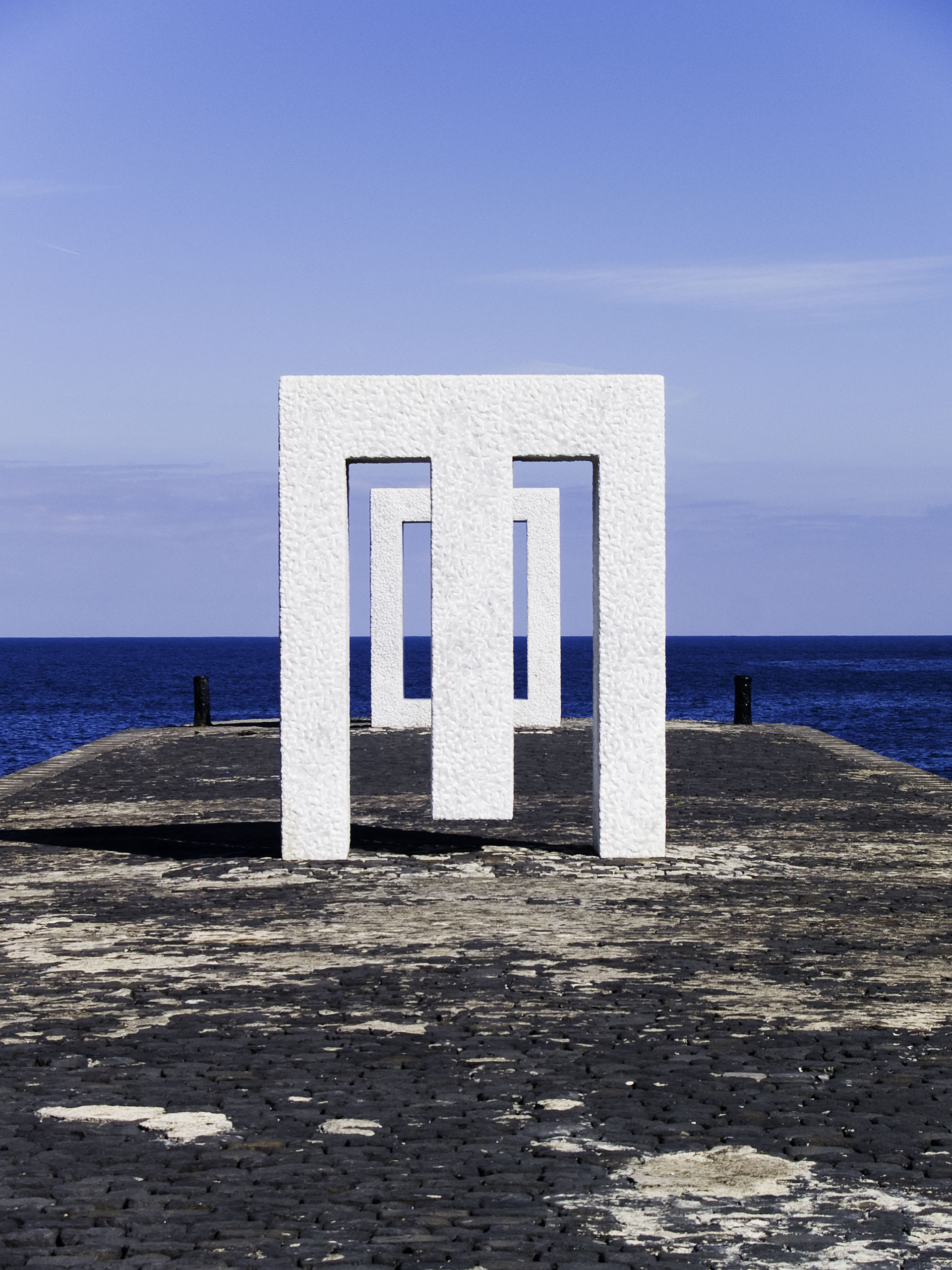
«Врата Гарачико», Гарачико

Кан Ясуда (яп. 安田侃 Ясуда Кан, родился в 1945 году в г. Бибай) — японский скульптор.

## Биография и творчество
Кан Ясуда в 1969 году заканчивает Токийский университет искусств (яп. 東京芸術大学 То:кё: гэйдзюцу дайгаку) по классу скульптуры. Затем, получив стипендию итальянского правительства, учится в Риме в Академии изящных искусств, у Перикле Фаццини. Впервые отдельные работы скульптора выставлялись в 1966 году в Музее Токио — (Кокура) и в художественной галерее Маруи, в Саппоро (Дзэндотэн, за последнюю Кан Ясуда был награждён премией). В 1969 году организуется его первая персональная выставка в галерее Даймару, в Саппоро.
Кан Ясуда создаёт свои скульптурные произведения как в мраморе, так и в бронзе.